# Antonio Tabucchi
Antonino Tabucchi detto Antonio (Pisa, 24 settembre 1943 – Lisbona, 25 marzo 2012) è stato uno scrittore, critico letterario, traduttore e lusista italiano, divulgatore della lingua e letteratura portoghese che insegnò dalla cattedra di cui era titolare all'Università di Siena.
È ritenuto il maggior esperto di Fernando Pessoa, scrittore in ragione del quale Tabucchi apprese la lingua, grazie a Maria José de Lancastre,  sua moglie, originaria del Portogallo.
I suoi libri e saggi sono tradotti in circa venti lingue.
Con sua moglie, ha tradotto in italiano molte delle opere di Fernando Pessoa e, su di esso, ha scritto anche un libro di saggi e una commedia teatrale.
Ha ottenuto il premio francese Médicis étranger per Notturno indiano e i premi Campiello e Viareggio per Sostiene Pereira.

## Biografia
Antonio Tabucchi nasce a Pisa il 24 settembre 1943, ma cresce nella casa dei nonni materni a Vecchiano, un borgo vicino a quella città. Durante gli anni dell'università intraprende numerosi viaggi in Europa, sulle tracce degli autori le cui opere aveva incontrate nella ricca biblioteca dello zio materno. In uno di questi viaggi a Parigi, trova su una bancarella nei pressi della Gare de Lyon, firmato con il nome di Álvaro de Campos, uno degli eteronimi del poeta portoghese Fernando Pessoa, il poema Tabacaria (Tabaccheria), nella traduzione francese di Pierre Hourcade.
Dalle pagine di questo libro ricava l'intuizione di quello che sarà per più di vent'anni l'interesse principale della sua vita. Recatosi infatti a Lisbona, sviluppa per la città del fado e per il Portogallo una vera passione. Come raccontato dalla moglie durante un'intervista al quotidiano italiano La Repubblica, infatti, "decise di imparare la lingua portoghese. A Pisa, dove si era iscritto all'Università, incontrò Luciana Stegagno Picchio, grande esperta di letteratura lusitana, che gli fece avere una borsa di studio. A Lisbona Antonio fu ospitato da Gino Saviotti nella foresteria della "Casa Italia"".
Finisce così per laurearsi nel 1969 con una tesi sul "Surrealismo in Portogallo", relatore Silvio Guarnieri. Si perfeziona alla Scuola Normale Superiore di Pisa negli anni settanta e nel 1973 viene chiamato ad insegnare lingua e letteratura portoghese a Bologna. Nel 1973 scrive Piazza d'Italia (Bompiani, 1975), «favola popolare in tre tempi, un epilogo e un'appendice» come recita il sottotitolo.
Si tratta di un tentativo di scrivere la storia dalla prospettiva dei perdenti, in questo caso una famiglia di anarchici toscani, nella tradizione di grandi scrittori italiani di un passato più o meno prossimo, come Giovanni Verga, Federigo Tozzi, Federico De Roberto, Giuseppe Tomasi Di Lampedusa, Beppe Fenoglio, e contemporanei, come Vincenzo Consolo. Nel 1978, anno in cui viene chiamato a insegnare all'Università di Genova, pubblica Il piccolo naviglio (Mondadori), per lungo tempo fuori commercio e introvabile fino alla riedizione nel 2011 ad opera de LaFeltrinelli.
Nel 1981 pubblica Il gioco del rovescio e altri racconti (Il Saggiatore), seguito da Donna di porto Pim (Sellerio, 1983). Il 1984 è l'anno del suo primo romanzo di grande successo, Notturno indiano, da cui nel 1989 è stato tratto l'omonimo film di Alain Corneau. Il protagonista è un uomo che cerca di rintracciare un amico scomparso in India, ma che in realtà è in cerca della propria identità. Nel 1985 pubblica Piccoli equivoci senza importanza (LaFeltrinelli) e, nel 1986, Il filo dell'orizzonte. Anche in questo romanzo il protagonista, Spino, che cerca di dare un nome al cadavere di uno sconosciuto è il tipico personaggio sulle tracce di se stesso.
Non si sa se questi personaggi riescano nel loro intento, ma nel corso della loro vita sono costretti ad affrontare l'immagine che gli altri restituiscono di loro. Anche da questo romanzo è stato tratto un film (1993) con la regia del portoghese Fernando Lopes. Dal 1985 al 1987 è direttore dell'Istituto Italiano di Cultura di Lisbona. Nel 1987, anno in cui pubblica I volatili del Beato Angelico (Sellerio) e Pessoana Mínima (Imprensa Nacional, Lisboa), riceve in Francia il Prix Médicis, per il miglior romanzo straniero con Notturno indiano.
Nel 1988 scrive gli atti unici Il signor Pirandello è desiderato al telefono e Il tempo stringe, riuniti in volume con il titolo I dialoghi mancati (LaFeltrinelli). Nel 1989 il presidente della Repubblica portoghese gli conferisce l'Ordine Do Infante Dom Herique e nello stesso anno è nominato Chevalier des Arts et des Lettres dal governo francese. Nel 1990 pubblica Un baule pieno di gente. Scritti su Fernando Pessoa (LaFeltrinelli) e l'anno successivo L'angelo nero (LaFeltrinelli, 1991, premio Flaiano per la narrativa). Nel 1992 scrive in portoghese Requiem, un romanzo che più tardi verrà tradotto in italiano (LaFeltrinelli, vincitore del premio P.E.N. Club italiano) e pubblica Sogni di sogni (Sellerio).
Il 1994 è un anno molto importante nella vita di Antonio Tabucchi. È l'anno de Gli ultimi tre giorni di Fernando Pessoa (Sellerio), ma soprattutto del romanzo per il quale è diventato maggiormente conosciuto: Sostiene Pereira (LaFeltrinelli), vincitore del premio Super Campiello, del premio Scanno, del premio dei Lettori di Lucca, del premio Viareggio, del premio Jean Monnet per la Letteratura Europea, e finalista all'International IMPAC Dublin Literary Award. La storia fu ispirata a Tabucchi da un giornalista che conobbe a Parigi e che aveva avuto guai col regime di Salazar per quanto aveva scritto. Il protagonista di questo romanzo pertanto diventa il simbolo della difesa della libertà d'informazione per gli oppositori politici di tutti i regimi antidemocratici. Il regista Roberto Faenza ne trae il film omonimo (1995) in cui affida a Marcello Mastroianni la parte di Pereira e a Daniel Auteuil la parte del dottor Cardoso.
Nel 1997 scrive il romanzo La testa perduta di Damasceno Monteiro, basato sulla storia vera di un uomo, il cui corpo fu trovato in un parco. Si scoprì che l'uomo era stato assassinato in una stazione di polizia della Guardia Nazionale Repubblicana nei dintorni di Lisbona. Un fatto di cronaca che colpì la sensibilità e l'immaginazione dello scrittore. Per portare a termine questo romanzo, Tabucchi ha lavorato sui documenti raccolti dagli investigatori.
Nel 1997 scrive anche Marconi, se ben mi ricordo (Eri); l'anno successivo, L'Automobile, la Nostalgie et l'Infini (Seuil, Parigi 1998). Il 1998 è l'anno in cui riceve dall'Accademia Leibniz il premio Nossack. Nel 1999 scrive Gli Zingari e il Rinascimento (Sipiel) e Ena poukamiso gemato likedes (Una camicia piena di macchie. Conversazioni di A.T. con Anteos Chrysostomidis, Agra, Atene 1999).
Nel 2001 Tabucchi pubblica Si sta facendo sempre più tardi, un romanzo epistolare. Diciassette lettere che celebrano il trionfo della parola, che come «messaggi nella bottiglia», non hanno destinatario, sono missive che l'autore ha indirizzato «a un fermo posta sconosciuto». Per questo libro gli viene attribuito nel 2002 il premio France Culture (la radio culturale francese) per la letteratura straniera. Nel 2004 pubblica Tristano muore, lungo monologo di un ex partigiano in agonia: raccontando la propria vita a uno scrittore da lui appositamente convocato, Tristano (il nome è un omaggio al personaggio leopardiano delle Operette morali) rievoca contraddizioni e lacerazioni di fronte alla guerra, alla politica, alla vita.
Lisbona è la città in cui vive scrivendo per sei mesi all'anno, insieme alla moglie, che vi è nata, e ai due figli. Passa il resto dell'anno in Toscana, e insegna Letteratura all'Università di Siena. Tabucchi, infatti, si considera scrittore solo in un senso ontologico, perché dal punto di vista esistenziale è felice di potersi definire "professore universitario". La letteratura per Tabucchi non è una professione, «ma qualcosa che coinvolge i desideri, i sogni e la fantasia». (Antonio Tabucchi, un dubitatore impegnato, intervista di Asbel Lopez). Antonio Tabucchi contribuisce alle pagine culturali del Corriere della Sera e de El País, dove i suoi articoli appaiono regolarmente. Dal 21 marzo 2006, Tabucchi collabora al blog del gruppo del Cantiere, insieme a Gianni Barbacetto, Oliviero Beha, Giulietto Chiesa, Udo Gümpel, Diego Novelli, Achille Occhetto, Marcelle Padovani, Lidia Ravera ed Elio Veltri; pubblica occasionalmente anche dei pezzi per la rivista Latinoamerica.
Il 1º luglio 2008 Tabucchi - in un'intervista a MicroMega - dichiara la propria adesione all'iniziativa di scendere in piazza l'8 luglio 2008, organizzata da Di Pietro, contro le cosiddette "leggi-canaglia" varate dal governo Berlusconi IV. Lo scrittore parlando della situazione politica italiana la definisce "emergenza democratica". Scrive il saggio La voce della poesia come postfazione al libro Salmi metropolitani di Michele Brancale. Il 23 settembre 2009, Tabucchi, insieme a Maurizio Chierici, Marco Travaglio, Oliviero Beha e altri, collabora al nuovo giornale Il Fatto Quotidiano. Da tempo malato di cancro, muore a Lisbona il 25 marzo 2012. Come da sua espressa volontà le sue ceneri sono conservate nel Cemitério dos Prazeres, nella freguesia di Estrela. Maria José de Lancastre, la vedova di Antonio Tabucchi, ha deciso di lasciare alla Bibliothèque Nationale de France l'archivio dello scrittore.
Nell'autunno 2018 escono due volumi, curati da Paolo Mauri e Thea Rimini, de i Meridiani (Mondadori) che raccolgono l'opera dello scrittore unitamente all'inedito romanzo Lettere a capitano Nemo, risalente agli anni settanta.

## Opere principali

### Romanzi
- Antonio Tabucchi, Piazza d'Italia, 1ª ed., Milano, Bompiani, 1975.
- Antonio Tabucchi, Il piccolo naviglio, 1ª ed., Milano, Mondadori, 1978.
- Antonio Tabucchi, Donna di Porto Pim, 1ª ed., Palermo, Sellerio, 1983, ISBN 978-88-389-0233-8.
- Antonio Tabucchi, Notturno indiano, 1ª ed., Palermo, Sellerio, 1984, ISBN 978-88-389-0255-0.
- Antonio Tabucchi, Il filo dell'orizzonte, 1ª ed., Milano, Feltrinelli, ottobre 1986, ISBN 978-88-07-01328-7.
- (PT) Antonio Tabucchi, Pessoana mínima, 1ª ed., Lisbona, Imprensa Nacional, 1987.
- Antonio Tabucchi, I dialoghi mancati, 1ª ed., Milano, Feltrinelli, 1988, ISBN 978-88-07-05058-9.
- Antonio Tabucchi, Un baule pieno di gente. Scritti su Fernando Pessoa, 1ª ed., Milano, Feltrinelli, 1990, ISBN 978-88-07-05080-0.
- Antonio Tabucchi, Requiem (Tabucchi), traduzione di Sergio Vecchio, 1ª ed., Milano, Feltrinelli, marzo 1992, ISBN 978-88-07-01433-8.
- Antonio Tabucchi, Gli ultimi tre giorni di Fernando Pessoa, 1ª ed., Palermo, Sellerio, 1994, ISBN 978-88-389-1056-2.
- Antonio Tabucchi, Sostiene Pereira, 1ª ed., Milano, Feltrinelli, gennaio 1994, ISBN 978-88-07-01461-1. Premio Campiello[12] e Premio Viareggio[13]
- Antonio Tabucchi, Conversazione con Antonio Tabucchi: dove va il romanzo?, a cura di Marco Cassini e Paola Gaglianone, saggio critico di Riccardo Scrivano, nota di Roberto Faenza, 1ª ed., Roma, Omicron, 1995, ISBN 88-86680-00-7.
- (ES) Antonio Tabucchi e Carlos Gumpert, Conversaciones con Antonio Tabucchi, 1ª ed., Barcellona, Anagrama, 1995, ISBN 978-84-339-0775-2.
- Antonio Tabucchi, La testa perduta di Damasceno Monteiro, 1ª ed., Milano, Feltrinelli, marzo 1997, ISBN 978-88-07-01518-2.
- Antonio Tabucchi, Marconi, se ben mi ricordo, 1ª ed., Torino, Rai Eri, 1997, ISBN 978-88-397-0978-3.
- (FR) Antonio Tabucchi, La gastrite de Platon, a cura di Bernard Comment, 1ª ed., Parigi, Mille et une nuit, 1997, ISBN 978-2-84205-162-4.
- (FR) Antonio Tabucchi, La nostalgie, l'automobile et l'infini. Lectures de Pessoa, 1ª ed., Parigi, Seuil, 1998, ISBN 978-2-02-024656-9.
- Antonio Tabucchi, La gastrite di Platone [La gastrite de Platon], Palermo, Sellerio, 1998  [1997], ISBN 978-88-389-1421-8.
- Antonio Tabucchi, Gli zingari e il Rinascimento. Vivere da rom a Firenze, 1ª ed., Milano, Edizioni Sipiel, 1999, ISBN 978-88-380-8010-4.
- (EL) Antonio Tabucchi e Anteos Chrysostomidis, Ένα πουκάμισο γεμάτο λεκέδες [= Una camicia zeppa di macchie], Atene, Agra, 1999, ISBN 9789603253181.
- Antonio Tabucchi, Si sta facendo sempre più tardi, 1ª ed., Milano, Feltrinelli, marzo 2001, ISBN 978-88-07-01590-8.
- Antonio Tabucchi, Autobiografie altrui. Poetiche a posteriori, 1ª ed., Milano, Feltrinelli, maggio 2003, ISBN 978-88-07-42098-6.
- Antonio Tabucchi, Tristano muore, Milano, Feltrinelli, febbraio 2004, ISBN 978-88-07-01646-2.
- Antonio Tabucchi, Gianni D'Elia e Gilberto Zorio, Brescia piazza della Loggia 28 maggio 1974-2004, Brescia, Edizioni l'Obliquo, maggio 2004, ISBN 978-88-88845-13-5.
- Antonio Tabucchi, L'oca al passo. Notizie dal buio che stiamo attraversando, Milano, Feltrinelli, 2006, ISBN 978-88-07-84072-2.
- Antonio Tabucchi, Viaggi e altri viaggi, a cura di Paolo Di Paolo, Milano, Feltrinelli, 2010, ISBN 978-88-07-01822-0.
- Antonio Tabucchi, Racconti con figure, a cura di Thea Rimini, Palermo, Sellerio, 2011, ISBN 978-88-389-2494-1.
- Antonio Tabucchi, Di tutto resta un poco. Letteratura e cinema, a cura di Anna Dolfi, Milano, Feltrinelli, marzo 2013, ISBN 978-88-07-53027-2.
- Antonio Tabucchi, Per Isabel. Un mandala, 1ª ed., Milano, Feltrinelli, ottobre 2013, ISBN 978-88-07-03063-5.
- Antonio Tabucchi, L'automobile, la nostalgia e l'infinito, traduzione di Clelia Bettini e Valentina Parlato, Palermo, Sellerio, 2015  [1998], ISBN 978-88-389-3321-9.
- Antonio Tabucchi e Marco Alloni, La vita imperfetta. Marco Alloni intervista Antonio Tabucchi, 1ª ed., Reggio Emilia, Compagnia editoriale Aliberti, 2017, ISBN 978-88-9323-073-5.

### Racconti
- Antonio Tabucchi, Il gioco del rovescio, 1ª ed., Milano, il Saggiatore, 1981.
- Antonio Tabucchi, Piccoli equivoci senza importanza, 1ª ed., Milano, Feltrinelli, 1985, ISBN 978-88-07-01306-5. Premio Selezione Campiello,[12] Premio Comisso[14]
- Antonio Tabucchi, I volatili del Beato Angelico, 1ª ed., Palermo, Sellerio, 1987, ISBN 978-88-389-0441-7.
- Antonio Tabucchi, L'angelo nero, 1ª ed., Milano, Feltrinelli, 1991, ISBN 978-88-07-01414-7.
- Antonio Tabucchi, Sogni di sogni, 1ª ed., Palermo, Sellerio, 1992, ISBN 978-88-389-0864-4.
- Antonio Tabucchi, Racconti, Milano, Feltrinelli, dicembre 2005, ISBN 978-88-07-53015-9.
- Antonio Tabucchi, Il tempo invecchia in fretta, Milano, Feltrinelli, settembre 2009, ISBN 978-88-07-01784-1.
- Antonio Tabucchi, Che ore sono da voi?, racconti scelti da Paolo Di Paolo, Milano, Feltrinelli, novembre 2020, EAN: 9788807034015.

### Traduzioni
- La parola interdetta: poeti surrealisti portoghesi, a cura di Antonio Tabucchi, Einaudi, 1971.
- Lins Do Rego, Il treno di Recife due romanzi: Il figlio della piantagione; Il moleque Ricardo, Longanesi, 1974.
- Fernando Pessoa, Lettere alla fidanzata, Adelphi, 1978.
- Alexandre O'Neil, Made in Portugal, Guanda, 1978.
- Fernando Pessoa, Il libro dell'inquietudine di Bernardo Soares, trad. di Maria José de Lancastre e Antonio Tabucchi, Feltrinelli, Milano, 1986
- Fernando Pessoa, Poesie di Álvaro de Campos, a cura di Maria José de Lancastre; trad. di Antonio Tabucchi, Adelphi, 1993.
- António Lobo Antunes, In culo al mondo, trad. di Maria José de Lancastre, con la collaborazione di Antonio Tabucchi, Einaudi, 1996.
- Carlos Drummond de Andrade, Sentimento del mondo; trentasette poesie scelte e tradotte da Antonio Tabucchi,
- Fernando Pessoa, Una sola moltitudine. Volume primo, a cura di A. Tabucchi, trad. con Rita Desti, Maria José de Lancastre, Collana Biblioteca n.86, Milano, Adelphi, 1979. - Collana gli Adelphi, 2019.